# Ghiacciaio Drummond
Il ghiacciaio Drummond (in inglese Drummond Glacier) è un ghiacciaio lungo circa 18 km e largo 4, situato sulla costa di Loubet, nella parte occidentale della Terra di Graham, in Antartide. Il ghiacciaio, il cui punto più alto si trova 924 m s.l.m., si trova in particolare a sud del ghiacciaio Hopkins e fluisce verso ovest-nordovest fra il picco Voit e la dorsale di Sherba fino ad entrare nella baia di Darbel, a est di punta Sokol.

## Storia
Il ghiacciaio Drummond è stato grossolonamente mappato dal British Antarctic Survey, che all'epoca si chiamava ancora Falkland Islands and Dependencies Survey, grazie a fotografie aeree scattate durante una spedizione della stessa agenzia nel 1946-47. Inizialmente il ghiacciaio fu chiamato "ghiacciaio Balch occidentale" poiché si pensava che esso, assieme ad un altro ghiacciaio, battezzato "ghiacciaio Balch orientale", riempisse una depressione trasversale alla Terra di Graham; quando poi una ricognizione del 1957 rivelò che tra i due ghiacciai non vi era una continuità topografica, il ghiacciaio Balch orientale fu rinominato semplicemente "ghiacciaio Balch" mentre quello occidentale fu rinominato "ghiacciaio Drummond" in onore di Sir Jack C. Drummond, professore di biochimica all'Università di Londra, che si adoperò nella selezione e nel calcolo delle razioni durante molte spedizioni polari britanniche fra la prima e la seconda guerra mondiale.